# Autobleu
Autobleu était un accessoiriste automobile français situé à Paris 17e. Connue pour ses tubulures d'admission augmentant la puissance des moteurs, l'entreprise a été fondée en 1950.
Au Salon de Paris 1953, Autobleu lance un coach dessiné par Ghia sur une base de Renault 4 CV. Succédant au carrossier Pourtout, Chapron le fabriquera en 1956 et en dérivera un cabriolet la même année. Autobleu présentera également en 1955 un splendide coach fastback dessiné par Boano sur la base de la Frégate au moteur revu par Abarth dont une petite production était envisagée, mais qui, au vu de son coût exorbitant, restera unique. Néanmoins, cette unique Frégate Autobleu servira de faire valoir à l'entreprise en remportant de nombreux prix dans les concours d'élégance automobile de l'époque.

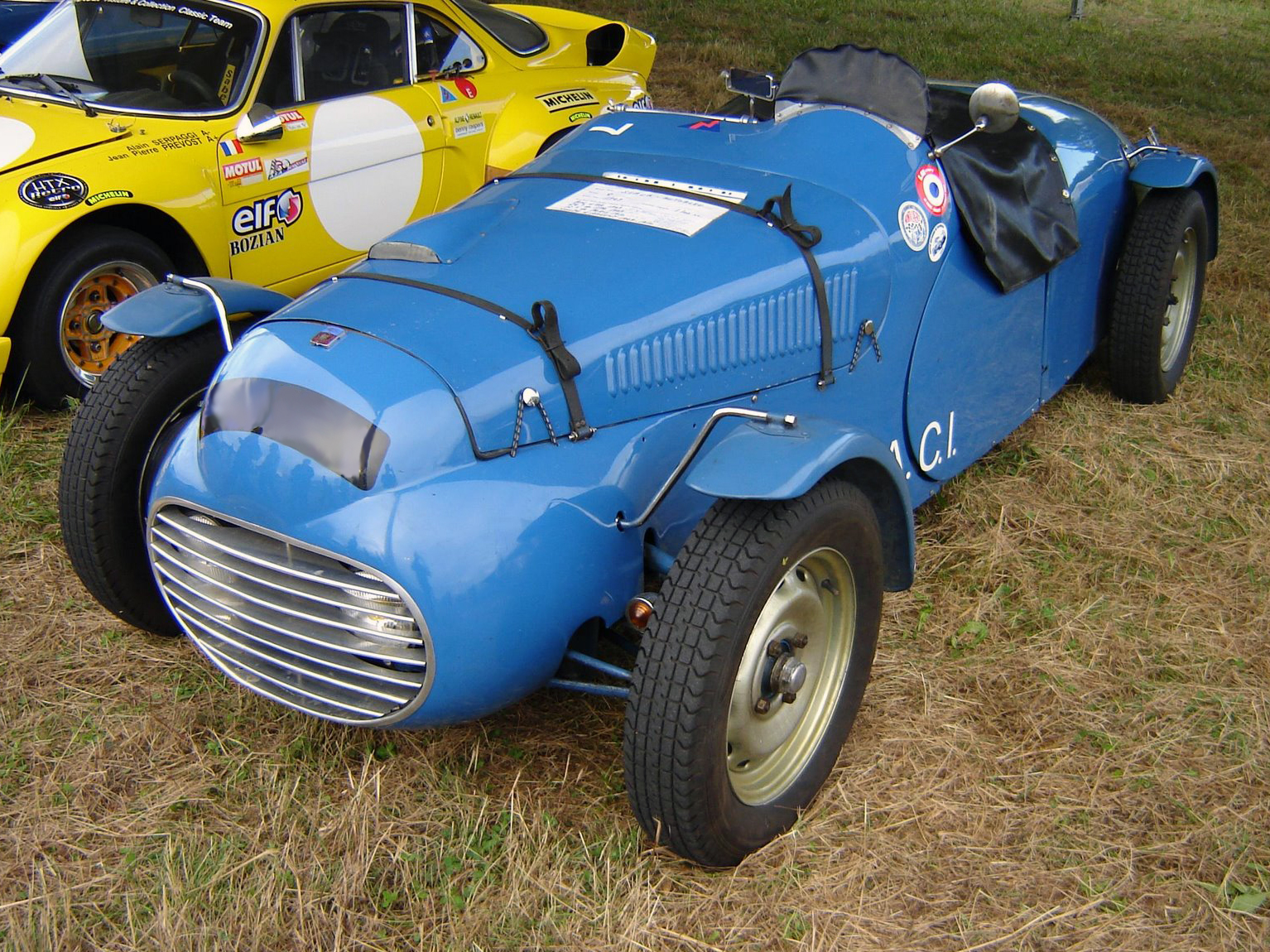
Simca 8 spéciale Autobleu de 1948.
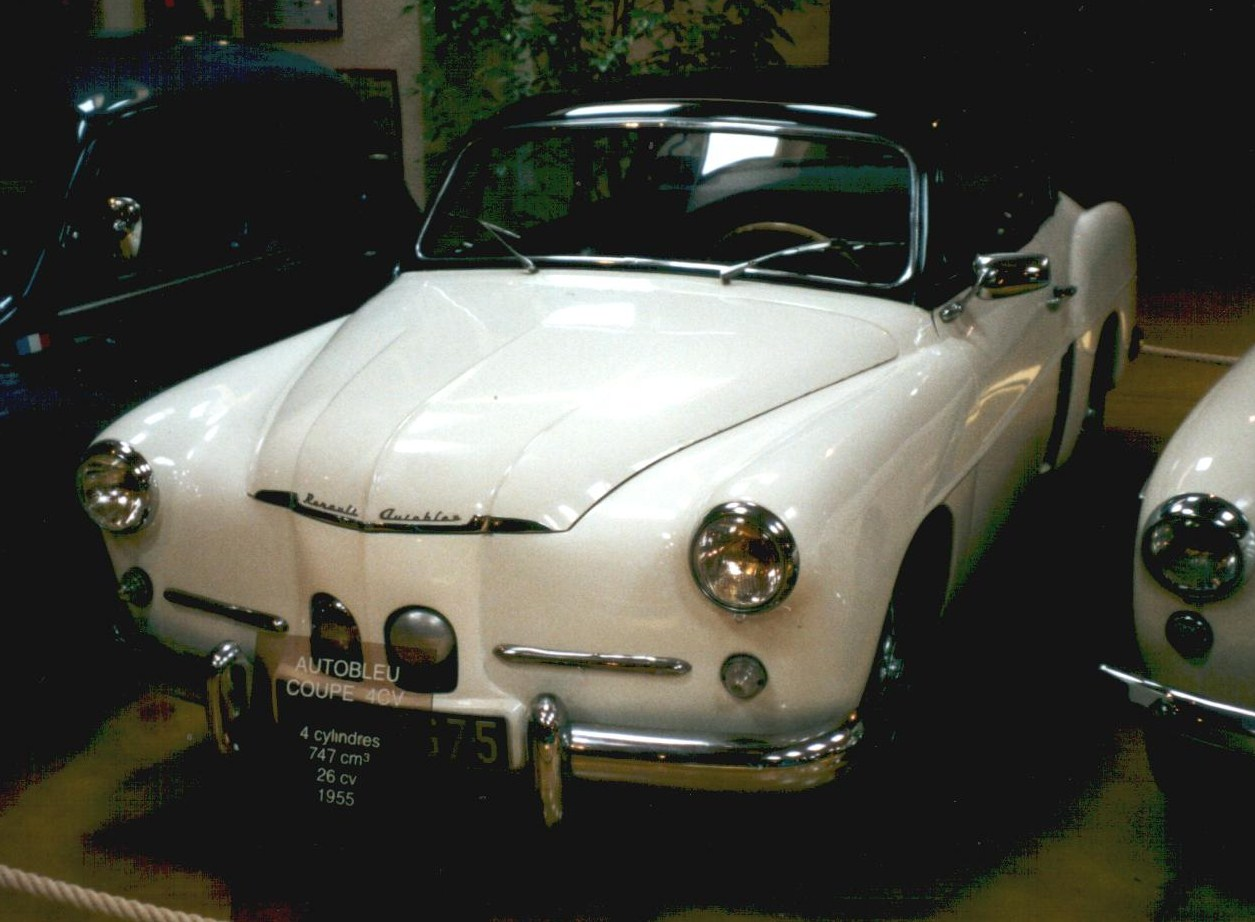
Renault Autobleu de 1955.
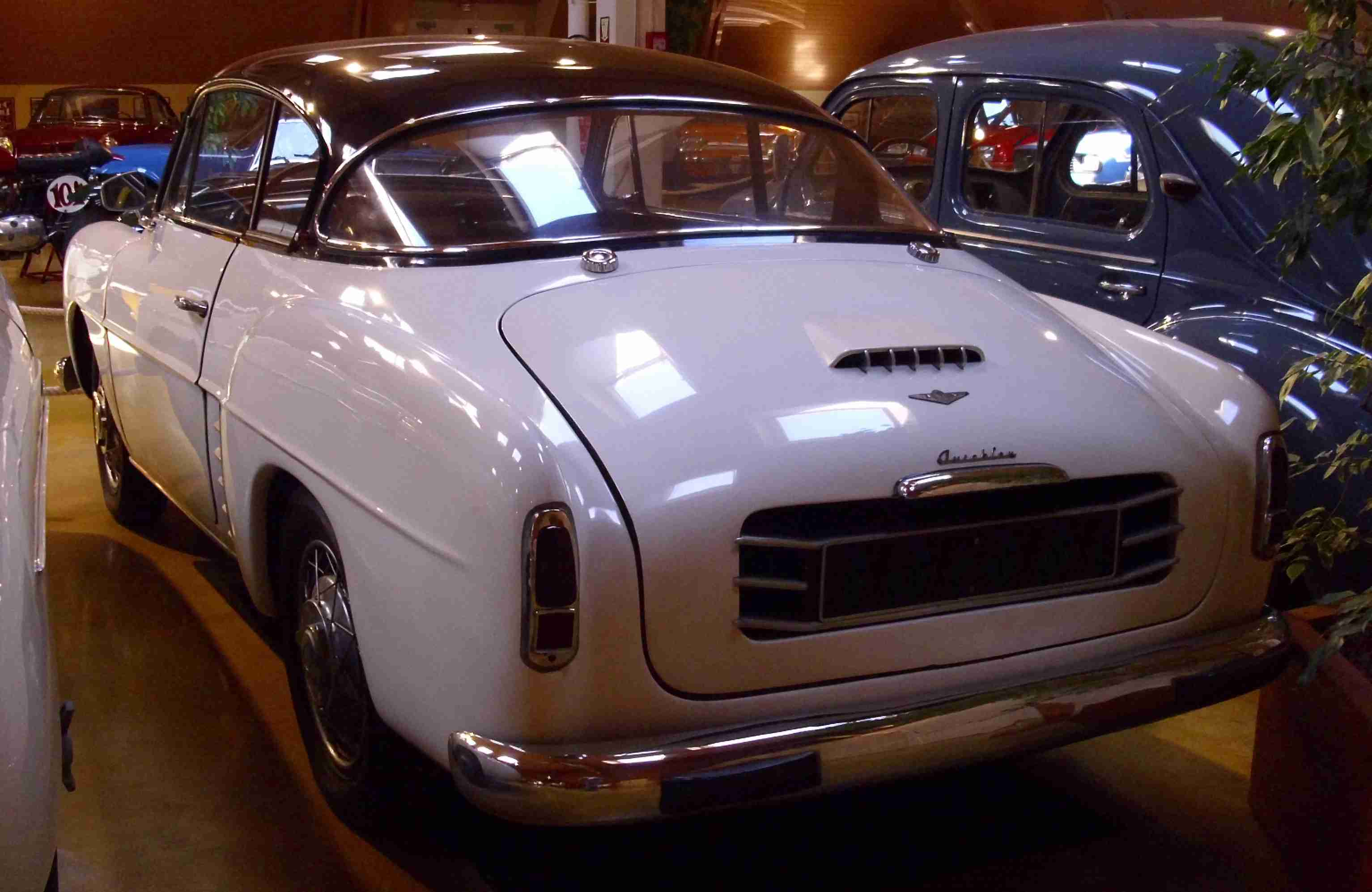
Renault Autobleu de 1955.
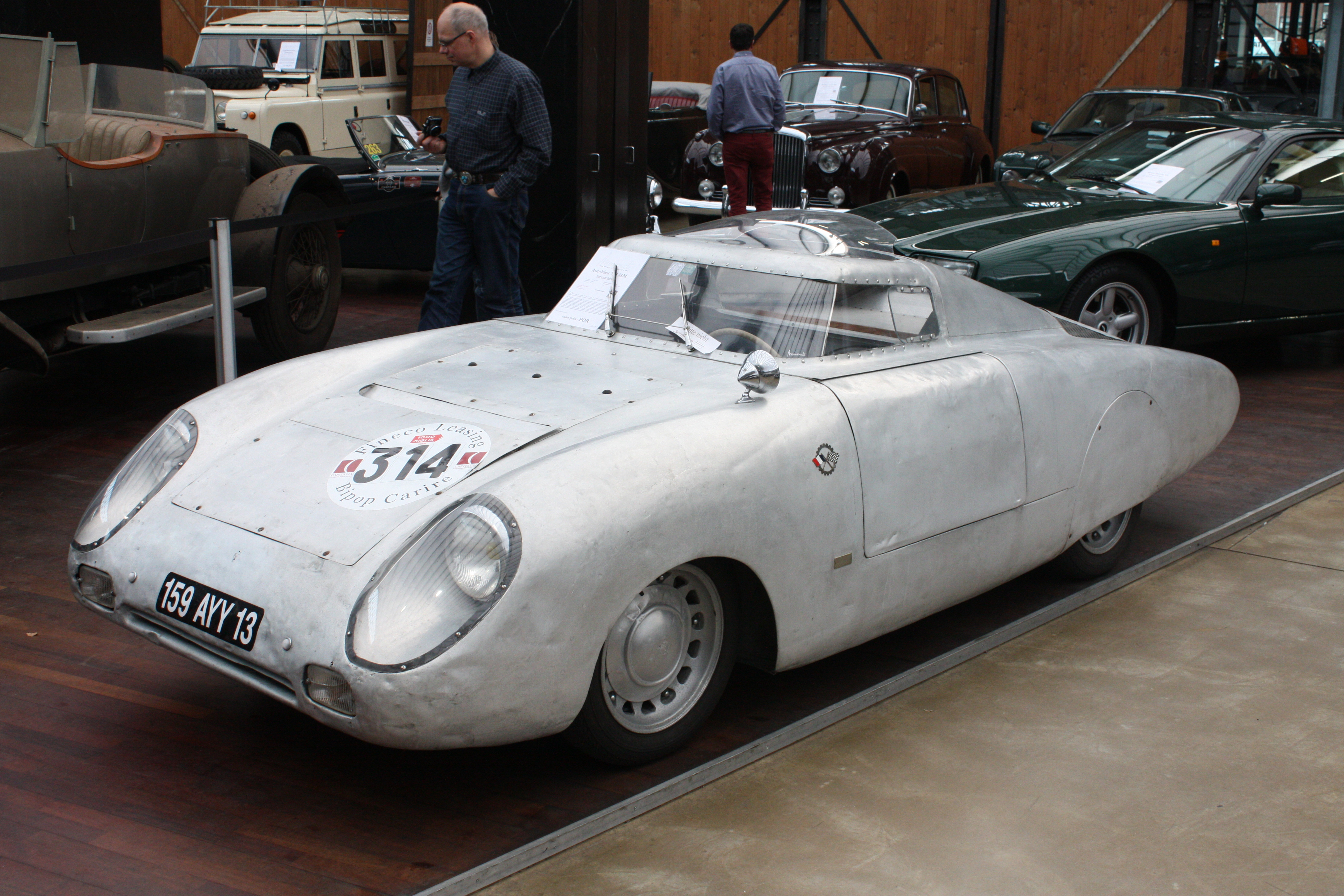
Autobleu 750 MM qui a participé aux Mille Miglia de 1954 et 1955.